# Constantina Araújo
Constantina Araújo (São Paulo, 28 de maio de 1922 — São Paulo, 4 de março de 1966) foi uma cantora lírica brasileira (soprano lírico-spinto).
Filha de pai português, António Duarte de Araújo, e de mãe italiana, Concetta Zupo, estudou canto lírico no Conservatório Dramático e Musical, com o professor Murino, mestre italiano de outros tantos talentos paulistas. Iniciou sua carreira musical na antiga Rádio Gazeta, emissora que dispunha de auditório onde eram levadas cortinas líricas e óperas completas em forma de concerto.
Estreou em 1947, no Teatro Municipal de São Paulo, fazendo o papel de Leonora na ópera Il trovatore de Giuseppe Verdi. Suas apresentações nessa casa de ópera foram sempre objeto de aplauso pelo público e pela crítica. Em Porto Alegre cantou as óperas Otello, Il Trovatore e Aida.
Foi para a Europa em 1950 e, quarenta dias após ter chegado, uma substituição à última hora, no papel título da ópera Aida, foi responsável pelo deslanchar de sua carreira na Europa, notadamente na Itália.
Constantina Araújo cantou em  Bari, Verona, Londres, Trieste, Monte Carlo, Paris, Augsburgo, Lisboa, Gênova, Nápoles, Bolzano, Bolonha, Capri, Salsomaggiore e outras cidades.
Seu repertório compunha-se de Aida, Un ballo in maschera, I vespri siciliani, Ernani, La vita breve, Mefistofele, Madame Butterfly, L'amore dei tre re, Oberon e Cavalleria rusticana.
Em 1966, em sua cidade natal, recompondo-se de uma intervenção cirúrgica, Constantina Araújo morreu aos 43 anos de idade vítima de uma embolia pulmonar.
Em 2001, foi lançada uma gravação que Constantina fez ao lado de Mario Del Monaco, Cesare Siepi e Mario Sereni, sob a regência de Fernando Previtali, para uma transmissão radiofônica da RAI, em 1958, da ópera Ernani de Giuseppe Verdi.